# Abadi Hadis
Abadi Hadis, né le 6 novembre 1997 à Addis-Abeba et mort le 4 février 2020 à Mekele, Éthiopie, est un athlète éthiopien, spécialiste des courses de fond.

## Biographie
Abadi Hadis participe à l'âge de dix-huit ans aux Jeux olympiques de 2016, à Rio de Janeiro, et se classe quinzième de l'épreuve du 10 000 mètres.
En 2017, il remporte la médaille de bronze de la course individuelle des championnats du monde de cross, à Kampala en Ouganda, et décroche par ailleurs la médaille d'or par équipes.
Il meurt le 4 février 2020 des suites d’une maladie non spécifiée mais « compliquée », à l’âge de 22 ans,.

## Palmarès
| Date | Compétition                    | Lieu           | Résultat | Épreuve     | Temps          |
| ---- | ------------------------------ | -------------- | -------- | ----------- | -------------- |
| 2016 | Jeux olympiques                | Rio de Janeiro | 15e      | 10 000 m    | 27 min 36 s 34 |
| 2017 | Championnats du monde de cross | Kampala        | 3e       | Individuel  |                |
| 2017 | Championnats du monde de cross | Kampala        | 1er      | Par équipes |                |
| 2017 | Championnats du monde          | Londres        | 7e       | 10 000 m    | 26 min 59 s 19 |

## Records
| Épreuve       | Performance    | Lieu      | Date             |
| ------------- | -------------- | --------- | ---------------- |
| 3 000 m       | 7 min 39 s 10  | Ostrava   | 13 juin 2018     |
| 5 000 m       | 12 min 56 s 27 | Bruxelles | 31 août 2018     |
| 10 000 m      | 26 min 56 s 46 | Hengelo   | 17 juillet 2019  |
| 10 kilomètres | 26 min 54 s    | Madrid    | 31 décembre 2018 |
| Semi-marathon | 58 min 44 s    | Valence   | 28 octobre 2018  |